# Ancre
El Ancre es un río de Picardía, Francia. Crece en Miraumont, una aldea cerca de Albert, transcurre a partir del Somme hacia Corbie. No cruza otro département que no sea el Somme.